# 穿梭阴阳恋
《穿梭阴阳恋》（英語：Haunted）是由刘易斯·吉尔伯特执导，艾丹·奎因、凯特·贝金赛尔、安东尼·安德鲁斯、约翰·吉尔古德、杰拉丁·萨莫维尔、Linda Bassett、安娜·玛西、琳达·巴塞特等主演的恐怖惊悚片。 该片于1995年在英国上映，改編自1988年詹姆斯·赫伯特所著的同名小说，但对原著故事进行了重大改动。这部电影由安德鲁斯和吉尔伯特制作。